# Tagadak
Tagadak (in aleutino Tanadax) è un'isola disabitata delle isole Andreanof, nell'arcipelago delle Aleutine, e appartiene all'Alaska (USA). Si trova tra Great Sitkin e Umak, ad est dell'isola Kanu; ha 1,5 km di lunghezza e un'altitudine massima di 130 m.
È stata registrata dal capitano Teben'kov, della Marina imperiale russa nel 1852.